# Клод-Альфонс де Бришанто
Клод-Альфонс де Бришанто (фр. Claude Alphonse de Brichanteau; 1632 — 15 июля 1658, Кале), маркиз де Нанжи — французский военный деятель.

## Биография
Младший сын Никола II де Бришанто, маркиза де Нанжи, и Франсуазы-Эме де Рошфор. Унаследовал семейные владения после того как все его братья умерли бездетными.
Маркиз де Нанжи, сеньор де Мейян, Шарантон, Фролуа, и прочее.
Был крещен под именем Клода в приходе Нанжи Сансского диоцеза 21 декабря 1632. Имел право субституции по завещанию матери (1637), в 1648 году под именем Клода-Альфонса стал наследником своего брата Шарля. В 1650 году получил аббатство Барбо.
19 сентября 1652 отец передал ему земли Нанжи, Фонтен, Байи, Ла-Шапель, Арабле, Кло-Фонтен, Вьенн, Монтрамбль, Карруа, Марше, Мальнуэ и Ле-Кло, расположенные в Мелёнском бальяже, а также Бришанто, в соответствие с кутюмами Шартра, и половину земель Лезин и Суньоль в Провенском бальяже,  землю Марёй в Берри, Мейян, Шарантон, Понди и Марёй в Бурбонне, с субституцией линии барона Гюрси-Бришанто.
Кампмейстер Пикардийского полка после Шарля де Лавьёвиля (29.10.1653), губернатор города и замка Ам (22.01.1656). Шесть лет командовал полком и, по словам отца Ансельма, был генерал-лейтенантом королевских армий, когда 21 июня 1658 был ранен мушкетной пулей при осаде Берг-Сен-Винока, и 15 июля умер от этой раны в Кале. Его останки были перевезены в Нанжи и 1 августа погребены в местной сеньориальной часовне.

## Семья
Жена (контракт 21.06.1656): Анн-Анжелика д’Алуаньи де Рошфор (ум. после 1676), дочь Луи д’Алуаньи, маркиза де Рошфора, и Мари Абер де Монмор. Была опекуншей своего единственного сына, составила завещание в Париже 18 января 1676, назначив своего брата маршала Рошфора наследником, в случае, если ее сын умрет бездетным
Сын:
- Луи-Фост (1657—22.08.1690), маркиз де Нанжи. Жена (1676): Мари-Генриетта д’Алуаньи де Рошфор (1664—1736), дочь Анри-Луи д’Алуаньи, маркиза де Рошфора, маршала Франции, и Мадлен де Лаваль